# Зелений Лан
Зелений Лан — залізничний пасажирський зупинний пункт Куп'янської дирекції Південної залізниці, розміщений на лінії Коробочкине — Куп'янськ-Вузловий між станціями Гракове (5 км) та Коробочкине (7 км).
Розташований неподалік від села Гракове Чугуївського району Харківської області.
Станом на травень 2019 року щодоби десять пар приміських електропоїздів здійснюють перевезення за маршрутом Гракове — Занки/Лосєве/Харків-Левада.
Відкритий у 1951 році. До 2023 року носив назву Зелена Роща.